# Kriegerdenkmal (Eppenbrunn)
Das Kriegerdenkmal in Eppenbrunn ist ein denkmalgeschütztes Bauwerk.

## Lage
Das Bauwerk befindet sich innerhalb der örtlichen Talstraße in unmittelbarer Nähe des Hauses mit der Nummer 19.

## Typologie
Das Denkmal wurde laut Inschrift im Jahr 1908 errichtet und gedenkt der Gefallenen des Deutschen Kriegs von 1866  sowie des Deutsch-Französischen Kriegs von 1870/71.
Diese kleine und historisch gesehen erste Gruppe der Monumente lohnt es nicht weiter aufzuteilen: Es sind diejenigen, die sich auf den Deutsch-Französischen Krieg beziehen. Sie bilden sowohl in der Entstehungszeit als auch in ihrer Gestaltung eine Einheit.
Typisches Merkmal ist die Obelisken- bzw. Stelen-Form, mit einem aussagekräftigen Symbol. Dabei ist festzustellen, dass es sich üblicherweise um Denkmale handelt, die den Teilnehmern an den kriegerischen Ereignissen gewidmet sind, die deren Todesjahr festhalten und die meist von örtlichen „Krieger- & Veteranen-Vereinen“ errichtet wurden. Dabei scheint das nahe zeitliche Zusammentreffen der Denkmalserrichtung in Eppenbrunn (1908) und Niedersimten (1910) auf eine Art Wettbewerb hinzudeuten. Häufig sind diese Monumente im Laufe der Zeit in Denkmalsanlagen zusammen mit Objekten aus späterer Zeit zusammengefasst oder aber mit den Namen der in den beiden folgenden Kriegen Gefallenen ergänzt.